# Eubazus ruficoxis
Eubazus ruficoxis är en stekelart som först beskrevs av Wesmael 1835.  Eubazus ruficoxis ingår i släktet Eubazus och familjen bracksteklar. Inga underarter finns listade i Catalogue of Life.